# Weatogue
Weatogue est un village et une census-designated place située dans les limites de Simsbury dans le comté de Hartford au Connecticut (États-Unis). Lors du recensement de 2010, sa population s’élevait à 2 776 habitants.

## Géographie
Selon le Bureau du Recensement des États-Unis, la superficie de la ville est de 7,81 km2, dont 7,76 km2 de terres et 0,05 km2 de plans d'eau (soit 0,66 %).

## Démographie
D'après le recensement de 2000, il y avait 2 805 habitants, 1 007 ménages, et 815 familles dans la ville. La densité de population était de 361,0 hab/km2. Il y avait 1 031 maisons avec une densité de 132,7 maisons/km2. La décomposition ethnique de la population était : 95,65 % blancs ; 0,75 % noirs ; 0,04 % amérindiens ; 2,35 % asiatiques ; 0,04 % natifs des îles du Pacifique ; 0,25 % des autres races ; 0,93 % de deux ou plus races. 1,71 % de la population était hispanique ou Latino de n'importe quelle race.
Il y avait 1 007 ménages, dont 44,8 % avaient des enfants de moins de 18 ans, 73,1 % étaient des couples mariés, 5,6 % avaient une femme qui était parent isolé, et 19,0 % étaient des ménages non-familiaux. 16,1 % des ménages étaient constitués de personnes seules et 4,8 % de personnes seules de 65 ans ou plus. Le ménage moyen comportait 2,79 personnes et la famille moyenne avait 3,15 personnes.
Dans la ville la pyramide des âges était 30,3 % en dessous de 18 ans, 3,5 % de 18 à 24, 29,1 % de 25 à 44, 26,8 % de 45 à 64, et 10,3 % qui avaient 65 ans ou plus. L'âge médian était 39 ans. Pour 100 femmes, il y avait 96,8 hommes. Pour 100 femmes de 18 ans ou plus, il y avait 91,2 hommes.
Le revenu médian par ménage de la ville était 88 654 dollars US, et le revenu médian par famille était $93 761. Les hommes avaient un revenu médian de $66 071 contre $46 635 pour les femmes. Le revenu par habitant de la ville était $39 652. 1,0 % des habitants et 1,4 % des familles vivaient sous le seuil de pauvreté. 2,3 % des personnes de moins de 18 ans et 3,0 % des personnes de plus de 65 ans vivaient sous le seuil de pauvreté.